# Synchiropus ocellatus

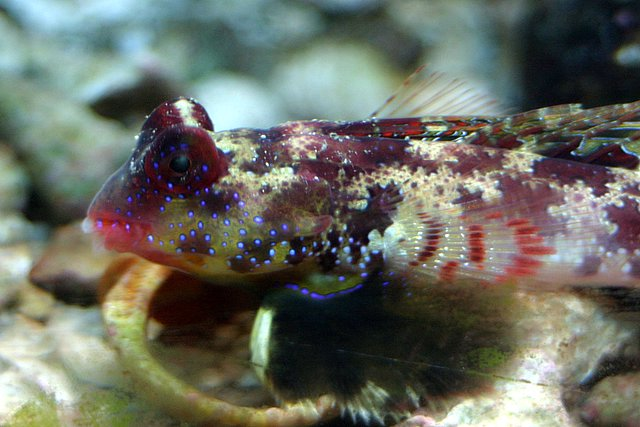
Exemplar femella

Synchiropus ocellatus és una espècie de peix de la família dels cal·lionímids i de l'ordre dels perciformes.

## Morfologia
- Els mascles poden assolir 8 cm de longitud total.[2][3]

## Hàbitat
És un peix marí, de clima tropical (24 °C-26 °C) i associat als esculls de corall que viu entre 1-30 m de fondària.

## Distribució geogràfica
Es troba des del sud del Japó fins a les Illes Marqueses.

## Observacions
És inofensiu per als humans.